# The Alternative
The Alternative è il secondo album in studio del musicista britannico IAMX, pubblicato il 28 aprile 2006 dalla Major Records.

## Tracce
Testi e musiche di Chris Corner, eccetto dove indicato.
1. President – 3:54
2. The Alternative – 4:00
3. Nightlife – 4:21 (testo: Chris Corner, Sue Denim)
4. Lulled by Numbers – 4:01 (testo: Chris Corner, Ian Pickering)
5. Song of Imaginary Beings – 4:27 (testo: Chris Corner, Liam Howe, Ian Pickering, Sue Denim – musica: Chris Corner, Liam Howe, Ian Pickering)
6. The Negative Sex – 3:08
7. Bring Me Back a Dog – 3:23
8. S.H.E. – 3:58 (musica: Chris Corner, Igor Vdovin)
9. Spit It Out – 3:34
10. After Every Party I Die – 3:50 (testo: Chris Corner, Liam Howe, Ian Pickering)
11. This Will Make You Love Again – 4:39 (testo: Chris Corner, Ian Pickering)

## Formazione
Hanno partecipato alle registrazioni, secondo le note di copertina:
- Chris Corner – voce, strumentazione, produzione, missaggio
- Sue Denim – voce
- Paul Stone – batteria (tracce 1, 3 e 8)
- Anne De Wolff – strumenti ad arco (traccia 8)